# マディウォーター
「マディウォーター」は2016年6月8日にSPEEDSTAR RECORDSから発売された斉藤和義45作目のシングル。

## 解説
前作から9ヶ月振りのシングル。テレビ朝日系金曜ナイトドラマ「不機嫌な果実」主題歌。本作は通常盤と初回限定盤の2形態で発売され、初回限定盤はライブ音源5曲入りボーナスCD付の2枚組仕様。

## 収録曲
全曲　作詞・作曲・編曲：斉藤和義
1. マディウォーター　（3：57）
テレビ朝日系金曜ナイトドラマ「不機嫌な果実」主題歌
2. Call me Now　（5：47）
3. 月光（LIVE TOUR 2015-2016 風の果てまで at よこすか芸術劇場 2016.2.21）　（5：17）
4. ワッフル ワンダフル（LIVE TOUR 2015-2016 風の果てまで at なら100年会館 2016.2.24）　（4：58）

## 初回限定盤ボーナスCD
全曲　作詞・作曲・編曲：斉藤和義
1. FIRE DOG（LIVE TOUR 2015-2016 風の果てまで at 和歌山県民文化会館 2016.3.31）　（3：53）
2. BAD TIME BLUES（LIVE TOUR 2015-2016 風の果てまで at 福岡サンパレス 2016.2.14）　（4：42）
3. 彼女（LIVE TOUR 2015-2016 風の果てまで at 倉敷市民会館 2016.1.25）　（5：52）
4. 印象に残る季節（LIVE TOUR 2015-2016 風の果てまで at 帯広市民文化ホール 2015.12.3）　（3：31）
5. 歌うたいのバラッド（LIVE TOUR 2015-2016 風の果てまで at 中標津町総合文化会館 2016.4.13）　（6：37）